# Углегорськ (порт)
49°04′44″ пн. ш. 142°01′59″ сх. д. / 49.079° пн. ш. 142.033° сх. д.
Углегорськ (рос. Углегорск) — російський морський порт, розташований на західному узбережжі острова Сахалін на березі Татарської протоки. 
Населений пункт — місто Углегорськ Сахалінської області.
Порт має 14 причалів, з яких 1 допоміжний, 4 пасажирські та 9 для інших вантажів.
Стівідорні компанії - ТОВ «Морський порт Шахтьорськ». 
Обладнання — 2 портальні крани, гусеничний кран, конвеєрна лінія, 4 автонавантажувачі, 3 бульдозери. 
Для зберігання вантажів 5 критих складів площею 8,9 тис. м² та відкриті складські майданчики площею 18.100 м². 
Порт Углегорськ
 — 
морський термінал порту Шахтьорськ.
Порт здійснював перевалку паперу, металу та металобрухту, обладнання, контейнерів МПС та ІСО, цементу, генеральних вантажів, вапнякового борошна, піщано-гравійної суміші. 
Зараз порт здійснює перевалку вугілля та лісових вантажів. 
Здійснюється обробка ліхтерів. 
З Ваніно доставляють генвантажі, а назад вивозиться вугілля.
До порту не підведена залізниця, за винятком вузькоколійної залізниці місцевого значення . 
Сполучення між ним та іншими населеними пунктами Сахаліну здійснюється регулярними рейсами суден, автодорожнім сполученням через залізничну станцію Іллінськ, літаками через аеропорт Шахтьорськ.

## Вантажообіг
| Вантажообіг тис. т | Вантажообіг тис. т | Вантажообіг тис. т | Вантажообіг тис. т | Вантажообіг тис. т | Вантажообіг тис. т | Вантажообіг тис. т | Вантажообіг тис. т | Вантажообіг тис. т |
| 2003               | 2004               | 2005               | 2006               | 2007               | 2008               | 2009               | 2010               | 2011               |
| ------------------ | ------------------ | ------------------ | ------------------ | ------------------ | ------------------ | ------------------ | ------------------ | ------------------ |
| 60,8               | ▲62,0              | ▲97,0              | ▲125,4             | ▼99,9              | ▲192,2             | ▲255,7             | ▲540,5             | ▲858,8             |